# Jon Fisher
Jon Fisher (Stanford, 19 gennaio 1972) è un imprenditore ed economista statunitense della Silicon Valley.
Fisher è cofondatore e amministratore delegato di Bharosa, una società della Oracle Corporation, che ha creato l'Oracle Adaptive Access Manager. 
Fisher è noto per le sue previsioni accurate riguardanti l'economia degli Stati Uniti, in particolare sul tasso di disoccupazione. 
Fisher è professore aggregato presso l'Università di San Francisco, e il suo libro, Strategic Entrepreneurism: Shattering the Start-Up Entrepreneurial Myths, è una lettura richiesta nel programma MBA in numerose scuole, tra cui la Haas School of Business presso l'Università della California, Berkeley. Il libro è anche uno dei tre scelti dagli Ohio Tech Angels per il loro progetto sui tempi e le strategie di vendita delle imprese, in particolare quelle finanziate da Angel investor (o investitori informali).

## Infanzia ed educazione
Fisher è nato allo Stanford Hospital dai professori universitari Gerald e Anita Fisher. Si è laureato presso la Nueva School e la Crystal Springs Uplands School. Ha frequentato il Vassar College prima di laurearsi presso l'Università di San Francisco. Fisher ha sposato Darla Kincheloe Fisher, proprietaria della boutique di abbigliamento Koze, nel 2002. La loro figlia è nata nel 2010.

## Carriera come imprenditore
Nel 1994, Fisher divenne cofondatore e amministratore delegato di AutoReach, ora una società di AutoNation. Nel 1998, la sua società, NetClerk, creò la concessione edilizia online. Gli attivi di NetClerk furono ceduti nel 2002 a BidClerk. Dopo il fallimento di NetClerk, Fisher ha collaborato con le stelle del documentario Startup.com, tra cui Kaleil Isaza Tuzman, per aiutare gli imprenditori a riorganizzare e dismettere gradualmente le attività delle loro imprese. Nel 2004, Fisher divenne cofondatore e amministratore delegato di Bharosa, che è stata acquisita dalla Oracle Corporation nel 2007. Il 20 luglio 2010, Fisher fu proclamato amministratore delegato di Predilect, una nuova società operante nel settore della sicurezza online. Il 17 novembre 2010, Fisher è diventato amministratore delegato di CrowdOptic, il risultato di un cambiamento nella tecnologia e nel modello di business di Predilect. Wired Magazine di Bruce Sterling ha scritto di CrowdOptic "Non avevo mai letto un'opera narrativa o saggistica che sostenesse che tale tecnologia potrebbe essere possibile."
Fisher è stato attivo come relatore nelle università e sui forum di tecnologia.

## Previsioni accurate
Fisher parla alla Marquette University nel 2008.
Fisher ha commentato che il calo nell'avvio di nuove abitazioni è un buon indicatore della direzione del tasso di disoccupazione. Fisher scrive: "Storicamente, quando l'avvio di nuove abitazioni negli Stati Uniti subiva un crollo, la disoccupazione cresceva bruscamente l'anno successivo", concludendo che egli ritiene che esista una correlazione lineare tra l'avvio di nuove abitazioni a livello nazionale e la disoccupazione nazionale in tempi di grave recessione. Fisher fece uno delle previsioni di disoccupazione più accurate nella storia degli Stati Uniti nell'aprile 2008 presso la Marquette University, dove predisse che la disoccupazione negli Stati Uniti avrebbe raggiunto il 9% entro aprile 2009.
Nell'agosto 2009 presso il Commonwealth Club della California, Fisher predisse che la disoccupazione negli Stati Uniti avrebbe raggiunto un picco arrivando a non più del 10,4% per poi scendere all'8,0% entro la fine del 2010. Fisher ha dichiarato che la casa del consumatore potrebbe essere il centro dell'economia degli Stati Uniti e delle economie internazionali, sfidando la tesi Il mondo è piatto di Thomas L. Friedman. Fisher ha criticato in maniera diretta i piani di salvataggio del Dipartimento del Tesoro degli Stati Uniti d'America, dicendo "ci sono varie tecniche di ristrutturazione comuni nel mondo degli affari, nessuna delle quali è in uso da parte del governo". Tuttavia, Fisher ha scritto "lo spirito imprenditoriale non deve essere utilizzato per colpire la rete di sicurezza".
In un'intervista a Radio IE nel marzo 2010, Fisher predisse correttamente la tempistica della crisi del tetto del debito degli Stati Uniti del 2011.

## Brevetti
Fisher è co-inventore di 4 brevetti rilasciati e 14 brevetti la cui domanda è stata depositata: 7.908.645 7.822.990,7.616.764, e 7.596.701; i brevetti sono legati alla crittografia e alla sicurezza dei dati online e ai servizi di telefonia mobile.

## Riconoscimenti
- American City Business Journals Forty Under 40 (2006)[29]
- Imprenditore dell'anno da Ernst & Young, categoria emergente (2007)[30]

## Filantropia
Fisher è stato amministratore fiduciario della Nueva School a Hillsborough, CA e membro del loro team nella campagna di raccolta fondi del 2008. Fisher è stato anche amministratore fiduciario della Pacific Vascular Research Foundation a South San Francisco. Inoltre Jon ha fatto parte del consiglio del Buck Institute For Age Research.

## Opere
Fisher è professore aggregato presso l'Università di San Francisco, e il suo libro, Strategic Entrepreneurism: Shattering the Start-Up Entrepreneurial Myths, è una lettura richiesta nel programma MBA in numerose scuole, tra cui la Haas School of Business presso l'Università della California, Berkeley. Il libro è anche uno dei tre scelti dagli Ohio Tech Angels per il loro progetto sui tempi e le strategie di vendita delle imprese, in particolare quelle finanziate da Angel investor (o investitori informali).
- Jon Fisher, Strategic Entrepreneurism : Shattering the Start-Up Entrepreneurial Myths, New York, SelectBooks, Inc., 2008, ISBN 1-59079-189-4.